# Kitwe
Kitwe je drugi po veličini zambijski grad. Nalazi se u pokrajini Copperbelt, na oko 1200 metara nadmorske visine, u rudarskom području uz granicu s Demokratskom Republikom Kongo. Ndola, grad umnogome sličan Kitweu, nalazi se 64 km jugoistočno.
Grad duguje svoje postojanje rudnicima bakra, ali postoji i znatan broj sekundarnih djelatnosti. Kitwe ima brojna shopping područja s hotelima, kinima i kazalištem. Porastom cijene bakra 1950-ih, Kitwe je izrastao iz malog mjestu u drugi po veličini grad u Zambiji te mu je 1966. dodijeljen status grada. Od tada se razvio kao industrijska i komercijalna oblast i kasnije kao važno poljoprivredno područje. Središnji položaj u području Copperbelt pridonio je izgradnji brojnih industrijskih postrojenja. Ostale djelatnosti obuhvaćaju proizvodnju namještaja, baterija, odjeće, azbesta te proizvodnju cementa. Kitwe također ima tri dobro opremljene bolnice.
Godine 2010. Kitwe je imao 505.000 stanovnika.

## Vanjske poveznice
- Kitwe na stranici Turističke zajednice Zambije (engl.)